# Stephensoniella brevipedunculata
Espèce
Statut de conservation UICN

 EN B1+2cd : En danger
Stephensoniella brevipedunculata est une espèce de plantes de la famille des Exormothecaceae.

## Publication originale
- New Phytologist 13: 312. 1914.